# Vera Sluckaja
Vera Kliment'evna Sluckaja (in russo Ве́ра Климе́нтьевна Слу́цкая? ), nata Berta Kalmanovna (Берта Калмановна); Minsk, 17 settembre 1874 – Carskoe Selo, 12 novembre 1917) è stata una rivoluzionaria russa.

## Biografia
Membro del Partito Operaio dal 1902, dopo la Rivoluzione di Febbraio fece parte del comitato del Partito bolscevico di Pietrogrado. Protagonista della Rivoluzione d'ottobre, venne uccisa dai Cosacchi mentre trasportava medicinali alle Guardie rosse al fronte di Pietrogrado.
In suo onore, tra il 1918 e il 1944 la cittadina di Pavlovsk fu ribattezzata Sluсk (Слуцк).